# كريس فاغان
كريس فاغان (بالإنجليزية: Chris Fagan)‏ (11 مايو 1989 بدبلن في جمهورية أيرلندا - ) هو لاعب كرة قدم أيرلندي في مركز الهجوم. شارك مع منتخب جمهورية أيرلندا تحت 21 سنة لكرة القدم. أما مع النوادي، فقد لعب مع باتريك أتلتيك ونادي بوهيميان وهاميلتون أكاديميكال ولينكولن سيتي أف سي وJerez Industrial CF ‏.

## وصلات خارجية
- كريس فاغان على موقع قاعدة بيانات كرة القدم.إي يو (الإنجليزية)
- كريس فاغان على موقع Soccerbase.com (لاعب) (الإنجليزية)
- كريس فاغان على موقع Soccerway.com (الإنجليزية)